# Albert Gryszczuk
Albert Gryszczuk (ur. 25 lipca 1973 r. w Zgorzelcu) – polski przedsiębiorca i innowator, prezes Krajowej Izby Klastrów Energii, a także kierowca rajdowy i żeglarz. Twórca pierwszego polskiego w pełni elektrycznego pojazdu z napędem 4x4, Sokoła 4x4. Za swoją działalność na rzecz bezpieczeństwa energetycznego Polski został uhonorowany przez Stowarzyszenie Wspierania Bezpieczeństwa Narodowego Pierścieniem Niepodległości.

## Życiorys

### Działalność innowacyjna
Albert Gryszczuk jest założycielem i właścicielem firmy Innovation AG działającej w branży innowacyjnej. Przedsiębiorstwo stworzyło m.in. objętą zgłoszeniem patentowym technologię Motion Capture HD (system do przechwytywania i śledzenia obiektów ruchomych lub nieruchomych), służącą do tworzenia cyfrowych modeli realnych obiektów z pomocą systemu laserowego skanowania równoległego. Firma opracowała także metodę wyświetlania obrazu przestrzennego oraz oparty na niej wyświetlacz stereoskopowy R3D – pierwsze na świecie urządzenie umożliwiające uzyskanie pełnego obrazu 3D przy jednoczesnym wyeliminowaniu konieczności używania jakichkolwiek okularów.
Gryszczuk jest także inicjatorem powołania oraz prezesem Zgorzeleckiego Klastra Rozwoju Odnawialnych Źródeł Energii i Efektywności Energetycznej (Zklaster) – organizacji skupiającej przedsiębiorców, jednostki sfery badawczo-rozwojowej, jednostki samorządu terytorialnego oraz instytucje otoczenia biznesu, mającej na celu współpracę na rzecz rozwoju lokalnej efektywności energetycznej oraz rozwoju lokalnych zasobów odnawialnych źródeł energii.
Albert Gryszczuk jest również prezesem Krajowej Izby Klastrów Energii – organizacji samorządu gospodarczego, reprezentującej interesy gospodarcze zrzeszonych w niej podmiotów, przedsiębiorców i ich związków, w szczególności funkcjonujących w ramach klastrów energii.

### Projekty motoryzacyjne
W roku 2018 Gryszczuk opracował samonośną platformę terenową do indywidualnej zabudowy, posiadającą dedykowany, w 100% elektryczny napęd dostosowany do jazdy w trudnych warunkach terenowych. Na jej bazie zbudowany został Sokół 4×4 – pierwszy w pełni elektryczny pojazd z napędem 4×4. Jego moc silnika elektrycznego to prawie 300 KM, a pojemność baterii to 85 kWh. Zaprezentowana w roku 2018 wersja wykorzystuje elementy nadwozia pochodzące z seryjnie produkowanego Land Rovera Defendera, planowana jest także wersja rozwojowa z elementami nadwozia Forda Raptora, która ma wziąć udział w rajdzie Dakar 2020.
Albert Gryszczuk był także odpowiedzialny za przebudowę i dostosowanie samochodu Porsche Cayenne, w którym Adam Małysz zadebiutował jako kierowca w rajdzie Breslau Adventure Rally w roku 2011 (następcy rajdu Berlin – Wrocław).

### Działalność sportowa
Od roku 1999 Albert Gryszczuk bierze udział rajdach terenowych. W roku 2005 wygrał rajd Berlin–Wrocław. W roku 2007 ukończył Rajd Dakar, jadąc autem własnej konstrukcji. Brał także udział w Rajdzie Dakar w latach 2012 oraz 2014.
Gryszczuk jest także członkiem żeglarskiej drużyny sportowej R-Six Team, mającej na koncie sukcesy w międzynarodowych zawodach, m.in. Multihull Cup 2016 oraz Antigua Sailing Week 2017 i 2018.

## Lista ważniejszych rajdów
- Rajd Dakar 2007 (załoga Albert Gryszczuk, Jarosław Kazberuk – samochód własnej konstrukcji, na bazie Land Rovera)
- The OiLibya Rally of Marocco 2014 (załoga Robin Szustkowski, Jarosław Kazberuk, Albert Gryszczuk – Mercedes Unimog U400)
- Baja Poland 2015
- Baja Poland 2016
- Baja Portalegre, Portugalaia (załoga Jarosław Kazberuk, Albert Gryszczuk – Ford Raptor)
- Africa Eco Race 2018 (załoga Robert Szustkowski, Robin Szustkowski, Jarosław Kazberuk, Albert Gryszczuk – Ford Raptor)

## Lista ważniejszych regat
- Multihull Cup 2016 (I miejsce – katamaran HH66)
- Caribbean RORC 600 2017 (III miejsce – katamaran HH66)
- Heineken Regatta 2017 (II miejsce – katamaran HH66)
- Les Voiles De St.Barth 2017 (III miejsce – katamaran HH66)
- Antigua Sailing Week 2017 (I miejsce – katamaran HH66)
- Fastnet Race 2017 (II miejsce – katamaran HH66)
- Les Voiles De St. Barth 2018 (II miejsce – katamaran HH66)
- Antigua Sailing Week 2018 (I miejsce – katamaran HH66)